# Bett1open 2021
bett1open 2021 byl tenisový turnaj pořádaný jako součást ženského okruhu WTA Tour, který se odehrával na otevřených travnatých dvorcích v Rot-Weiß Tennis Clubu. Probíhal mezi 14. až 20. červnem 2021 v německé metropoli Berlíně jako devadesátý čtvrtý ročník turnaje. V letech 2009–2020 se nekonal. Do kalendáře opět zařazena v sezóně 2020, kdy se v důsledku přerušení sezóny pro pandemii covidu-19 neuskutečnil.
Turnaj s rozpočtem 456 073 dolarů patřil do kategorie WTA 500. Nejvýše nasazenou hráčkou ve dvouhře se po odhlášení Bartyové stala světová čtyřka Aryna Sabalenková z Běloruska. Jako poslední přímá účastnice do dvouhry nastoupila 64. tenistka žebříčku, Francouzka Alizé Cornetová.
První titul na okruhu WTA Tour vyhrála Ruska Ljudmila Samsonovová, která si zajistila premiérový posun do elitní stovky žebříčku WTA. Deblovou soutěž v rámci olympijské přípravy ovládly Bělorusky Viktoria Azarenková s Arynou Sabalenkovou, pro něž to byla první společná trofej.

## Rozdělení bodů a finančních odměn

### Rozdělení bodů
| Soutěž  | vítězky | finalistky | semifinalistky | čtvrtfinalistky | 16 v kole | 32 v kole | Q  | Q2 | Q1 | zdroj |
| ------- | ------- | ---------- | -------------- | --------------- | --------- | --------- | -- | -- | -- | ----- |
| Dvouhra | 470     | 305        | 185            | 100             | 55        | 1         | 25 | 13 | 1  | [ 2 ] |
| Čtyřhra | 470     | 305        | 185            | 100             | 1         | —         | —  | —  | —  | [ 5 ] |

### Finanční odměny
| Soutěž                                | vítězky  | finalistky | semifinalistky | čtvrtfinalistky | 16 v kole | 32 v kole | Q2      | Q1      | zdroj       |
| ------------------------------------- | -------- | ---------- | -------------- | --------------- | --------- | --------- | ------- | ------- | ----------- |
| Dvouhra                               | 55 300 € | 41 141 €   | 26 130 €       | 12 500 €        | 6 612 €   | 5 362 €   | 4 032 € | 2 068 € | [ 2 ] [ 6 ] |
| Čtyřhra                               | 20 346 € | 14 314 €   | 8 064 €        | 4 436 €         | 2 824 €   | —         | —       | —       | [ 5 ]       |
| částky ve čtyřhře jsou uváděny na pár |          |            |                |                 |           |           |         |         |             |

## Ženská dvouhra

### Nasazení
| Stát                           | Hráčka              | WTA | Nasazení |
| ------------------------------ | ------------------- | --- | -------- |
| Bělorusko                      | Aryna Sabalenková   | 4.  | 1.       |
| Ukrajina                       | Elina Svitolinová   | 6.  | 2.       |
| Kanada                         | Bianca Andreescuová | 7.  | 3.       |
| Česko                          | Karolína Plíšková   | 10. | 4.       |
| Švýcarsko                      | Belinda Bencicová   | 11. | 5.       |
| Španělsko                      | Garbiñe Muguruzaová | 13. | 6.       |
| Bělorusko                      | Viktoria Azarenková | 16. | 7.       |
| Česko                          | Karolína Muchová    | 19. | 8.       |
| Žebříček WTA k 31. květnu 2021 |                     |     |          |

### Jiné formy účasti
Následující hráčky obdržely divokou kartu do hlavní soutěže:
- Anna Kalinská
- Andrea Petkovicová

Následující hráčky postoupily z kvalifikace:
- Hailey Baptisteová
- Misaki Doiová
- Magdalena Fręchová
- Asia Muhammadová
- Jule Niemeierová
- Ljudmila Samsonovová

### Odhlášení
před zahájením turnaje
- Ashleigh Bartyová → nahradila ji  Madison Keysová
- Jennifer Bradyová → nahradila ji  Angelique Kerberová
- Sofia Keninová → nahradila ji  Jessica Pegulaová
- Petra Kvitová → nahradila ji  Shelby Rogersová
- Naomi Ósakaová → nahradila ji  Petra Martićová
- Maria Sakkariová → nahradila ji  Veronika Kuděrmetovová
- Iga Świąteková → nahradila ji  Jekatěrina Alexandrovová

## Ženská čtyřhra

### Nasazení
| Stát                                                                       | Hráčka             | Stát       | Hráčka              | WTA | Nasazení |
| -------------------------------------------------------------------------- | ------------------ | ---------- | ------------------- | --- | -------- |
| USA                                                                        | Nicole Melicharová | Nizozemsko | Demi Schuursová     | 19. | 1.       |
| Japonsko                                                                   | Šúko Aojamová      | Japonsko   | Ena Šibaharaová     | 26. | 2.       |
| Chile                                                                      | Alexa Guarachiová  | USA        | Desirae Krawczyková | 32. | 3.       |
| Bělorusko                                                                  | Aryna Sabalenková  | Bělorusko  | Viktoria Azarenková | 52. | 4.       |
| Žebříček WTA k 31. květnu 2021; číslo je součtem umístění obou členek páru |                    |            |                     |     |          |

### Jiné formy účasti
Následující páry obdržely divokou kartu do čtyřhry:
- Julia Middendorfová /  Noma Noha Akugueová
- Garbiñe Muguruzaová /  Andrea Petkovicová

### Odhlášení
před zahájením turnaje
- Veronika Kuděrmetovová /  Jelena Vesninová → nahradily je  Veronika Kuděrmetovová /  Markéta Vondroušová

## Přehled finále

### Ženská dvouhra
- Ljudmila Samsonovová vs.  Belinda Bencicová, 1–6, 6–1, 6–3

### Ženská čtyřhra
- Viktoria Azarenková /  Aryna Sabalenková vs. Nicole Melicharová-Martinezová /  Demi Schuursová, 4–6, 7–5, [10–4]